# Bear River City (Utah)
Bear River City é uma cidade  localizada no estado norte-americano de Utah, no Condado de Box Elder.

## Demografia
Segundo o censo norte-americano de 2000, a sua população era de 750 habitantes.
Em 2006, foi estimada uma população de 802, um aumento de 52 (6.9%).

## Geografia
De acordo com o United States Census Bureau tem uma área de
4,1 km², dos quais 4,1 km² cobertos por terra e 0,0 km² cobertos por água. Bear River City localiza-se a aproximadamente 1298 m acima do nível do mar.

## Localidades na vizinhança
O diagrama seguinte representa as localidades num raio de 12 km ao redor de Bear River City.